# GO-132
GO-132 é uma rodovia longitudinal que liga as cidades de Niquelândia e Minaçu, passando por Colinas do Sul.
Faltam mais de 22 km para conclusão do asfaltamento.